# 邱家金
丹斯里邱家金（1937年3月28日—2019年5月28日），马来西亚历史学家，是《国家原则》（Rukun Negara）的起草人之一。他于2001年被马来亚大学授予荣誉退休教授头衔。
2019年5月28日，邱家金在马大医药中心去世，享年82岁。時任马来西亚首相马哈迪·莫哈末向邱家金家属表示哀悼，并形容他的病逝是国家的损失。

## 评价
马哈迪指出，邱家金是一名伟大的历史学家及思想家，备受各族敬重。他也指出，邱家金向来据实发表言论，因此其谈话对各族群而言，可说非常中肯。
由于邱家金对华教发表的许多言论，致使华教人士对其极为不满，认为他从未接受过华文教育，并不了解华文教育。许多华教人士也对邱家金提倡单元教育和发表“马来西亚是马来人土地”等言论深表不满。

## 个人生活
邱家金精通马来语，同时喜爱已故著名歌手比·南利的歌曲。他的妻子拉蒂为印裔，两人育有3名儿子，即邱武英（Eddin Khoo）、邱鲁宾和邱马文（译音Mavin Khoo）。邱武英是独中统考委员会主席。

## 纪念

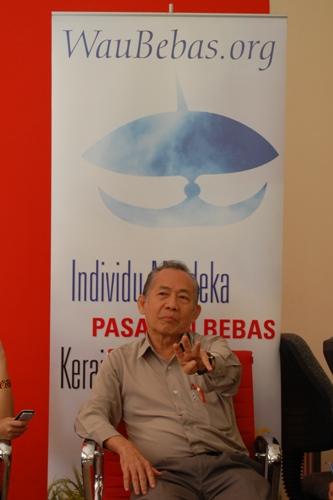
邱家金

2019年7月4日，为纪念他对国家的贡献，雪兰莪州苏丹沙拉弗丁御准将八打灵再也士马兀路（Jalan Semangat），易名为邱家金教授路（Jalan Professor Khoo Kay Kim）。